# Châtillon (Jura, Zwitserland)
Châtillon (Duits: Kastel) is een gemeente en plaats in het Zwitserse kanton Jura, en maakt deel uit van het district Delémont.
Châtillon telt 433 inwoners.